# Coppa Agostoni 2021
La Coppa Agostoni 2021, settantaquattresima edizione della corsa, valevole come evento dell'UCI Europe Tour 2021 e della Ciclismo Cup 2021 categoria 1.1, si svolse l'11 ottobre 2021 su un percorso di 180 km, con partenza e arrivo a Lissone, in Italia. La vittoria fu appannaggio del kazaco Aleksej Lucenko, che completò il percorso in 4h19'44", precedendo gli italiano Matteo Trentin e Alessandro Covi.

## Squadre e corridori partecipanti
| N.    | Cod. | Squadra                     |
| ----- | ---- | --------------------------- |
| 1-7   | UAD  | UAE Team Emirates           |
| 11-17 | APT  | Astana-Premier Tech         |
| 21-27 | COF  | Cofidis                     |
| 32-37 | ISN  | Israel Start-Up Nation      |
| 41-47 | IWG  | Intermarché-Wanty-Gobert    |
| 51-57 | MOV  | Movistar Team               |
| 61-67 | ITA  | Italia                      |
| 71-77 | ANS  | Androni Giocattoli-Sidermec |
| 81-87 | EOK  | Eolo-Kometa Cycling Team    |

| N.      | Cod. | Squadra                       |
| ------- | ---- | ----------------------------- |
| 91-97   | GAZ  | Gazprom-RusVelo               |
| 101-107 | THR  | Vini Zabù                     |
| 111-117 | BCF  | Bardiani-CSF-Faizanè          |
| 121-127 | AFC  | Alpecin-Fenix                 |
| 131-137 | AMO  | Amore & Vita                  |
| 141-147 | IWM  | Work Service-Marchiol-Dynatek |
| 151-157 | MGK  | MG.K Vis VPM                  |
| 161-167 | AZT  | D'Amico UM Tools              |

## Ordine d'arrivo (Top 10)
| Pos. | Corridore          | Squadra     | Tempo    |
| ---- | ------------------ | ----------- | -------- |
| 1    | Aleksej Lucenko    | Astana      | 4h19'44" |
| 2    | Matteo Trentin     | UAE         | s.t.     |
| 3    | Alessandro Covi    | UAE         | a 12"    |
| 4    | Simone Velasco     | Gazprom     | s.t.     |
| 5    | Vincenzo Albanese  | Eolo        | s.t.     |
| 6    | Kristian Sbaragli  | Alpecin     | s.t.     |
| 7    | Lorenzo Rota       | Intermarché | s.t.     |
| 8    | Ben Tulett         | Alpecin     | s.t.     |
| 9    | Alejandro Valverde | Movistar    | s.t.     |
| 10   | Mattia Bais        | Androni     | s.t.     |